# 厄瓜多爾國家警察
厄瓜多尔国家警察（西班牙語： Policía Nacional del Ecuador）是厄瓜多尔的国家級警隊以及民事执法人員，受厄瓜多爾内政部領導。厄瓜多爾國家警察於1884年7月14日由何塞·普拉西多·卡马尼奥下令組建。1938年，阿尔贝托·恩里克斯·加洛定名為警察部队（Police Forces），不久又更名為憲兵隊 (Carabineros Corps)。1975年2月27日，吉列爾莫·羅德里格斯·拉臘將這支警隊更名為國家警察。